# Zatōichi
Zatōichi (jap. 座頭市) – fikcyjna postać pojawiająca się w znanej japońskiej serii filmów i seriali telewizyjnych, żyjąca w okresie Edo. Niesłabnąca od wielu lat popularność Zatōichiego porównywana jest w cywilizacji Zachodu do Jamesa Bonda. Zasadniczą różnicą jest to, że we wszystkich filmach i odcinkach serialu w rolę Zatōichiego wcielał się jeden aktor, Shintarō Katsu. Jedynym innym odtwórcą tej postaci jest Takeshi Kitano, który zagrał ją po piętnastoletniej przerwie w kręceniu filmów (zobacz: Zatōichi).
Na pierwszy rzut oka Zatōichi jest nieszkodliwym ślepym masażystą, przemierzającym cały kraj i uprawiającym ukochany hazard, jednakże świetnie włada mieczem, biegły jest zwłaszcza w iaijutsu. Jego miecz ukryty jest w specjalnej lasce do podpierania się, tak zwanej shikomi-zue. Takowa broń była prosta i gorszej jakości, nie mogła równać się z kataną, jednak ta, którą posługuje się Zatōichi, niejednokrotnie może wydawać się lepsza od samurajskiego miecza. Większość filmów i odcinków serialu koncentruje się na obronie przez Zatōichiego mieszkańców wiosek przed walczącymi ze sobą wrogimi klanami oraz ogólną niesprawiedliwością.
Prawdziwym imieniem bohatera jest Ichi. Zatō to tytuł najniższej rangą osoby w Tōdōza, historycznej gildii dla ślepców. Właściwym więc tytułem jest Zatō no Ichi (Niska Rangą Niewidoma Osoba Ichi), lub – w skrócie – Zatōichi. Tradycyjnym zajęciem niewidomych było przekazywanie wiadomości.

## Pierwotna seria filmów
Pierwotna seria składa się z dwudziestu sześciu filmów, w których rolę Zatōichiego odgrywał Shintarō Katsu. Pierwszy film, czarno-biały, powstał w 1962 roku. Pierwszy kolorowy film z Zatōichim powstał w 1963 roku jako trzeci w całej serii. Dwudziesty piąty film nakręcono w 1973 roku, po czym nastąpiła szesnastoletnia przerwa. W 1989 roku powstał ostatni film z udziałem Katsu, który był także reżyserem filmu.
Pierwotna seria filmów pokazuje także innych fikcyjnych bohaterów tego gatunku filmowego. W Zatōichim i uzbrojonym szermierzu z 1971 roku ślepiec poznaje bohaterów z filmów hongkońskiego studia Shaw Brothers. W Zatōichim i yōjinbō (1970) występuje Toshirō Mifune, wcielając się w rolę bohatera o imieniu Sassa, będącego łudząco podobnym do Sanjūrō z filmów Straż przyboczna i Sanjūrō – samuraj znikąd Kurosawy.
Seria miała także wpływ na nie-japońskie filmy. Film Ślepa furia z Rutgerem Hauerem w roli ślepego szermierza żyjącego we współczesnej Ameryce oparta jest na scenariuszu filmu Zatōichi wyzwany (1967) i innych filmów z serii.

### Lista filmów o Zatōichim
| Nr | Tytuł                                    | Rok  | Tytuł japoński             | Rōmaji                                         | Reżyser          |
| -- | ---------------------------------------- | ---- | -------------------------- | ---------------------------------------------- | ---------------- |
| 1  | Opowieść o Zatōichim                     | 1962 | 座頭市物語                 | Zatōichi monogatari                            | Kenji Misumi     |
| 2  | Ciąg dalszy opowieści o Zatōichim        | 1962 | 続・座頭市物語             | Zoku Zatōichi monogatari                       | Kazuo Mori       |
| 3  | Nowa opowieść o Zatōichim                | 1963 | 新・座頭市物語             | Shin Zatōichi monogatari                       | Tokuzo Tanaka    |
| 4  | Uciekinier                               | 1963 | 座頭市兇状旅               | Zatōichi kyōjō-tabi                            | Tokuzo Tanaka    |
| 5  | Na drodze                                | 1963 | 座頭市喧嘩旅               | Zatōichi kenka-tabi                            | Kimiyoshi Yasuda |
| 6  | Zatōichi i skrzynia ze złotem            | 1964 | 座頭市千両首               | Zatōichi senryō-kubi                           | Kazuo Ikehiro    |
| 7  | Błysk miecza Zatōichiego                 | 1964 | 座頭市あばれ凧             | Zatōichi abare tako                            | Kazuo Ikehiro    |
| 8  | Walcz, Zatōichi, walcz!                  | 1964 | 座頭市血笑旅               | Zatōichi kesshō-tabi                           | Kenji Misumi     |
| 9  | Przygody Zatōichiego                     | 1964 | 座頭市関所破り             | Zatōichi sekisho-yaburi                        | Kimiyoshi Yasuda |
| 10 | Rewanż Zatōichiego                       | 1965 | 座頭市二段斬り             | Zatōichi nidan-giri                            | Akira Inoue      |
| 11 | Zatōichi i przeklęty człowiek            | 1965 | 座頭市逆手斬り             | Zatōichi sakate-giri                           | Kazuo Mori       |
| 12 | Zatōichi i mistrz szachów                | 1965 | 座頭市地獄旅               | Zatōichi jigoku-tabi                           | Kenji Misumi     |
| 13 | Zemsta Zatōichiego                       | 1966 | 座頭市の歌が聞える         | Zatōichi no uta ga kikoeru                     | Tokuzo Tanaka    |
| 14 | Pielgrzymka Zatōichiego                  | 1966 | 座頭市海を渡る             | Zatōichi umi o wataru                          | Kazuo Ikehiro    |
| 15 | Laska z mieczem Zatōichiego              | 1967 | 座頭市鉄火旅               | Zatōichi tekka-tabi                            | Kimiyoshi Yasuda |
| 16 | Zatōichi wyjęty spod prawa               | 1967 | 座頭市牢破り               | Zatōichi rōyaburi                              | Satsuo Yamamoto  |
| 17 | Zatōichi wyzwany                         | 1967 | 座頭市血煙り街道           | Zatōichi chikemuri-kaidō                       | Kenji Misumi     |
| 18 | Zatōichi i uciekinierzy                  | 1968 | 座頭市果し状               | Zatōichi hatashijō                             | Kimiyoshi Yasuda |
| 19 | Zatōichi samarytanin                     | 1968 | 座頭市喧嘩太鼓             | Zatōichi kenka-daiko                           | Kenji Misumi     |
| 20 | Zatōichi i yōjinbō                       | 1970 | 座頭市と用心棒             | Zatōichi to yōjinbō                            | Kihachi Okamoto  |
| 21 | Zatōichi i festiwal ognia                | 1970 | 座頭市あばれ火祭り         | Zatōichi abare-himatsuri                       | Kenji Misumi     |
| 22 | Zatōichi spotyka jednorękiego szermierza | 1971 | 新座頭市・破れ！唐人剣     | Shin Zatōichi: Yabure! Tōjin-ken               | Kimiyoshi Yasuda |
| 23 | Zatōichi przy wielkim                    | 1972 | 座頭市御用旅               | Zatōichi goyō-tabi                             | Kazuo Mori       |
| 24 | Zdesperowany Zatōichi                    | 1972 | 新座頭市物語・折れた杖     | Shin Zatōichi monogatari: Oreta tsue           | Shintarō Katsu   |
| 25 | Spisek Zatōichiego                       | 1973 | 新座頭市物語・笠間の血祭り | Shin Zatōichi monogatari: Kasama no chimatsuri | Kimiyoshi Yasuda |
| 26 | Zatōichi                                 | 1989 | 座頭市                     | Zatōichi                                       | Shintarō Katsu   |

## Serial telewizyjny
Serial składa się z czterech serii:
1. 26 odcinków (1974)
2. 29 odcinków (1976)
3. 19 odcinków (1978)
4. 26 odcinków (1979)

## Producenci i dystrybutorzy
Większość filmów wyprodukowana została przez Daiei Motion Picture Company, poczynając od Opowieści o Zatōichim, do 22. filmu (Zatōichi spotyka jednorękiego szermierza) w roku 1971, kiedy to firma zbankrutowała. Od Zatōichiego wyjętego spod prawa (1967) koproducentem filmów była firma Shintarō Katsu – Katsu Productions (także współproducent serialu oraz ostatniego filmu). Następnie prawa do filmów przejęło Tōhō, wydając trzy filmy w latach 1972-1973, w tym ostatni w starym stylu. Shōchiku było dystrybutorem ostatniego filmu z Katsu, a także Zatōichiego z 2003 roku w wersji Takeshiego Kitano.